# 蒙泰圣维托
蒙泰圣维托（義大利語：Monte San Vito），是意大利安科纳省的一个市镇。总面积21.63平方公里，人口6569人，人口密度303.7人/平方公里（2009年）。ISTAT代码为042030。